# Epidendrum insectiferum
Epidendrum insectiferum är en orkidéart som beskrevs av John Lindley. Epidendrum insectiferum ingår i släktet Epidendrum och familjen orkidéer.
Artens utbredningsområde är Bolivia. Inga underarter finns listade i Catalogue of Life.